# Paul Coakley
Paul Stagg Coakley, né le 3 juin 1955 à Norfolk, est un prélat américain, actuel archevêque d'Oklahoma City.

## Biographie

### Formation
Paul Coakley naît en Virginie de John et Mary Coakley, sa mère est d'ascendance française et son père irlandaise. Deuxième de trois enfants, il a un frère aîné, John, et une sœur cadette, Mary Christina. Lorsqu'il a 2 ans la famille déménage à Metairie en Louisiane, où le jeune Coakley suit les cours de la St. Mary Magdalen School de 1960 à 1965. La famille s'installe à  Overland Park dans le Kansas en 1965 où il fait la connaissance de James Conley (futur évêque de Lincoln), et il est scolarisé à la Cherokee Elementary School pendant deux ans avant d'aller à la Broadmoor Junior High School (1967-1970) et à la Shawnee Mission West High School (1970-1973). Il entre à l'University of Kansas, où il obtient un Bachelor of Arts en littérature anglaise et en lettres classiques (latin-grec) en 1977. Il est en même temps étudiant du programme dit des humanités intégrées (étude des grands classiques) de l'université. Après son diplôme, Coakley voyage en Europe avec James Conley et ils considèrent brièvement une vocation monastique à l'abbaye Notre-Dame de Fontgombault en France avant de retourner aux États-Unis, où Paul Coakley entre au séminaire Saint-Pie-X d'Erlanger (Kentucky) en 1978 et étudie au séminaire de Mount St. Mary's d'Emmitsburg (Maryland), obtenant un Master of Divinity en 1983.

### Prêtre
L'évêque de Wichita, Mgr David Maloney, l'ordonne diacre le 8 avril 1982, puis Mgr Eugene Gerber l'ordonne prêtre le 21 mai 1983 pour le diocèse de Wichita. Son premier poste est aumônier du St. Francis Regional Medical Center de Wichita de juin à août 1983, puis il est vicaire de l'église Sainte-Marie de Derby jusqu'en 1985. Il est envoyé ensuite poursuivre ses études à Rome à l'université pontificale grégorienne, dont il est licencié en sacrée théologie en 1987.
À son retour au diocèse de Wichita, l'abbé Coakley sert comme aumônier au Newman College du Kansas de 1987 à 1989. Il dirige le bureau des ministères des jeunes et des jeunes adultes (1987-1991), en étant curé de Notre-Dame-de-Guadalupe (1989-1990). De 1990 à 1995, il est directeur du centre de vie spirituelle et premier vicaire de l'église Saint-Thomas-d'Aquin. Ensuite, il est curé de l'église de la Résurrection de 1995 à 1998 avant d'être directeur spirituel de 1998 à 2002 au séminaire de Mount St. Mary's. Paul Coakley est directeur du centre de vie spirituelle de Wichita de 2002 à janvier 2004, lorsqu'il est nommé vice-chancelier du diocèse de Wichita. Il est également administrateur de église de la Madeleine de juillet à décembre 2004.

### Évêque
Le pape Jean-Paul II le nomme évêque de Salina le 21 octobre 2004. Il est consacré le 28 décembre suivant par Mgr Keleher, archevêque de Kansas City. Il prend comme devise Duc in altum. Pendant la campagne présidentielle de 2008, Mgr Coakley déclare que voter pour « un candidat qui soutient un mal intrinsèque, comme l'avortement ou le génocide », est une faute morale grave.
Il déclare plus tard que Nancy Pelosi et Joe Biden ont une représentation erronée de l'enseignement de l'Église à propos de l'avortement dans leurs interviews respectives dans Meet the Press.  Il qualifie la victoire du candidat démocrate Barack Obama d'« ironie indéniable », il salue l'élection d'un président afro-américain, ce qui est dans la continuité du combat pour les droits civiques, mais il remarque qu'Obama dénie le droit d'exister aux fœtus humains.
En mars 2009, Coakley qualifie la volte-face du Président Obama à propos de la Mexico City Policy (loi empêchant au niveau fédéral l'aide financière aux organisations non-gouvernementales finançant des programmes favorables à l'avortement) et la nomination de Kathleen Sebelius comme secrétaire à la santé d'« atteinte sérieuse au droit de conscience et une attaque contre nos efforts de protéger les vies humaines innocentes ».
Au sein de la Conférence des évêques catholiques des États-Unis, Mgr Coakley siège à la sous-commission des missions intérieures ; à la commission du clergé, de la vie consacrée et des vocations ; et à la commission de l'évangélisation et de la catéchèse. Il est fait chevalier de Colomb au quatrième degré, et membre de l'Ordre du Saint-Sépulcre de Jérusalem.

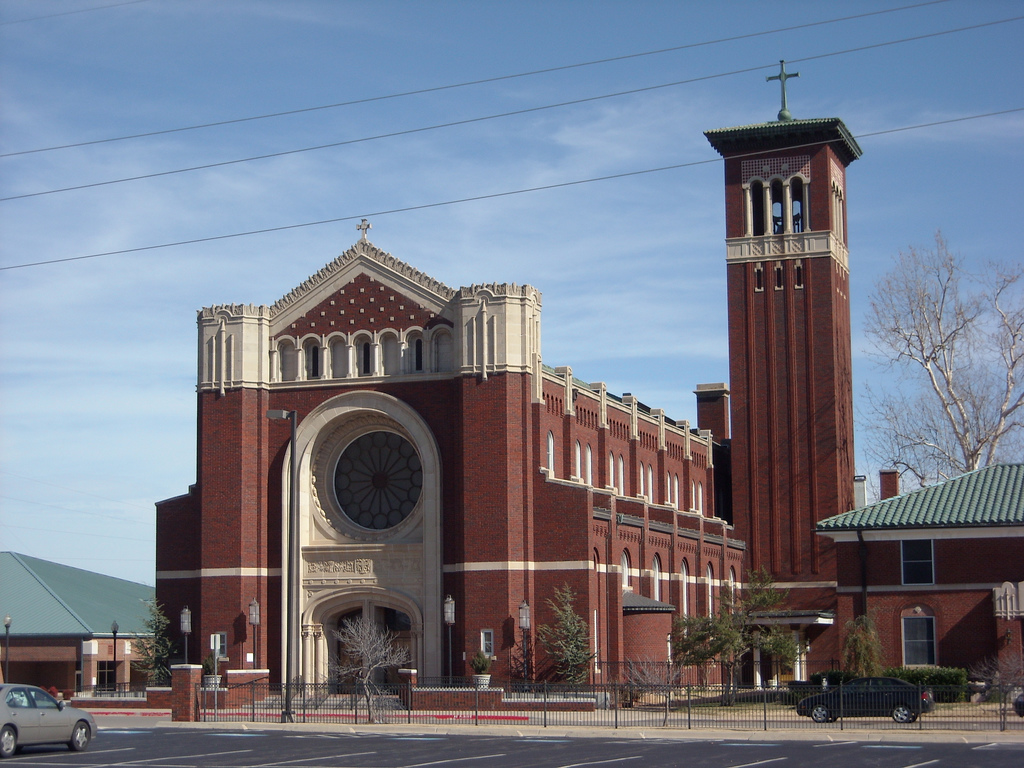
Cathédrale d'Oklahoma City

Il est nommé archevêque d'Oklahoma City le 16 décembre 2010 par Benoît XVI et installé le 11 février suivant.
En août 2014, Mgr Coakley critique le gouvernement municipal d'Oklahoma City pour avoir autorisé un rassemblement de satanistes au Civic Center Music Hall, précisant,: « Si quelqu'un s'était présenté au Civic Center pour réserver sa location en vue de brûler sur scène un exemplaire du Coran ou d'organiser un événement manifestement antisémite, je pense que l'on aurait trouvé le moyen d'empêcher cela....Le respect de la liberté d'expression est piétiné par les discours de haine, et tout cela est permis pour ridiculiser une autre religion...Je ne pense pas qu'il s'agisse ici d'une question de liberté d'expression. ».
Le 25 août 2018, Mgr Carlo Maria Viganò rend public un mémorandum à propos des abus dans l'Église dans le but de désavouer le pape François, pour l'appeler à la démission. Cette lettre provoque diverses réactions, certaines évoquant même une « déclaration de guerre » contre lle pape,. Un certain nombre d'évêques critiquent vivement ce mémorandum ,, tandis que d'autres demandent une enquête,. Mgr Coakley déclare quant à lui ressentir « le plus profond respect pour Mgr Viganó et son intégrité personnelle » et appelle à une « purification » au sein de l'Église.